# 유럽자유꼬리박쥐
유럽자유꼬리박쥐 또는 북방큰귀박쥐(Tadarida teniotis)는 큰귀박쥐과에 속하는 박쥐의 일종이다. 구대륙에서 발견되는 자유꼬리박쥐류이다. 주둥이의 주름 때문에 "불독박쥐" 또는 "사냥개박쥐"로도 불린다. 유럽 지중해 지역과 아시아의 여러 흩어진 지역의 해수면과 해발 3100m 사이의 고도에서 발견된다. 1931년 한국에서 보고되었지만, 이후 한반도에서는 관찰되지 않았다. 일본과 대만, 한국의 개체군은 이제 별도의 종 큰귀박쥐로 분류하고 있다.